# Francisco Javier López Peña

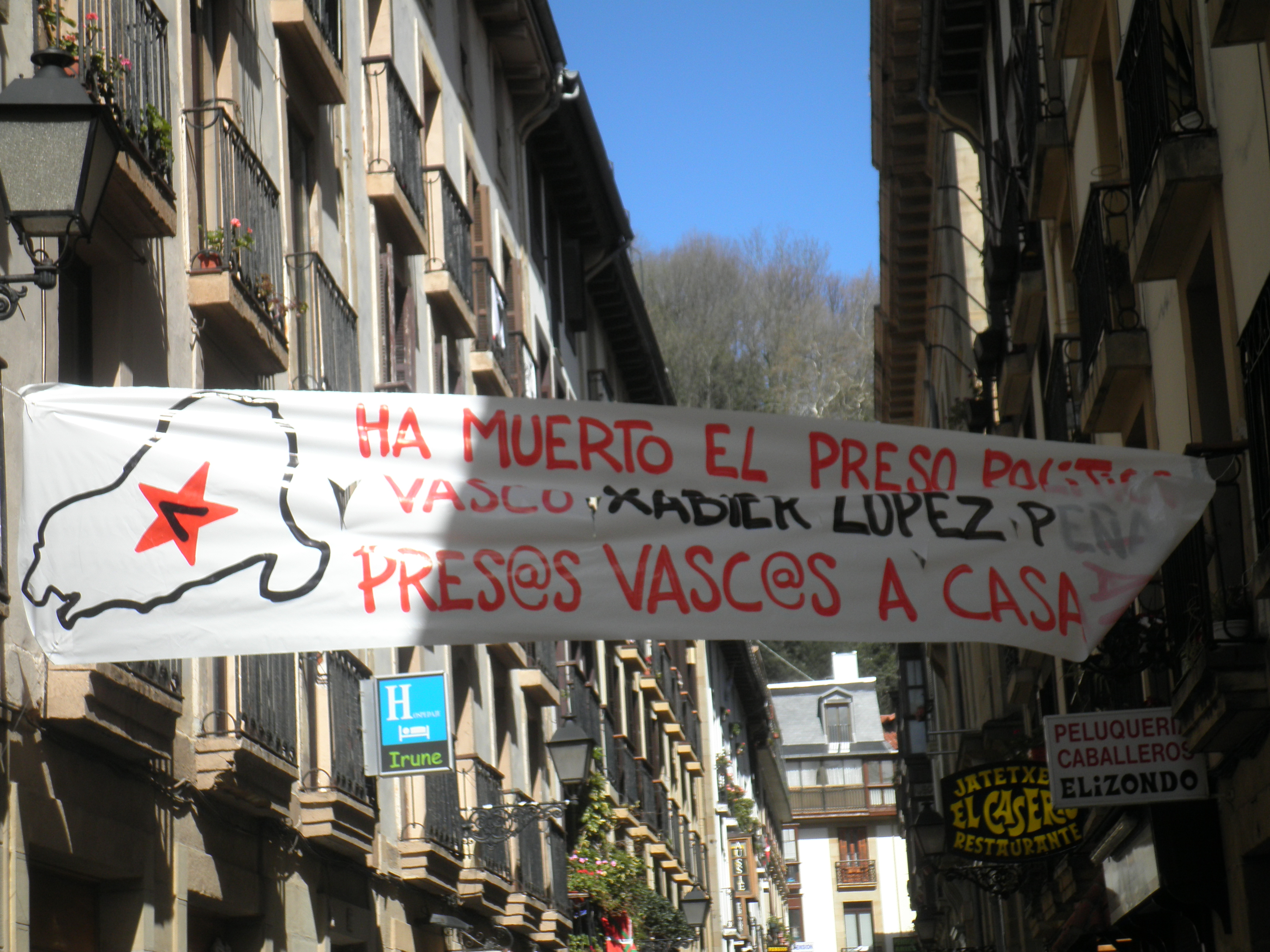
Francisco Javier López Peña

Francisco Javier López Peña (genannt Thierry; * 30. Mai 1958 in Galdakao, Bizkaia, Baskenland; † 30. März 2013 in Paris) war bis zu seiner Verhaftung 2008 der Sprecher des militärischen und des politischen Flügels der baskisch-spanischen Terrororganisation ETA (Euskadi Ta Askatasuna). Peña wurde am 21. Mai 2008 mit weiteren Führungskräften der ETA im Bahnhofsviertel von Bordeaux von französischen Polizisten verhaftet.
1983 war López Peña in den Untergrund gegangen und soll sich zeitweise auf Kuba aufgehalten haben. López Peña wird für viele Anschläge der ETA verantwortlich gemacht. Er nahm 2006 an den Friedensverhandlungen mit der spanischen Regierung teil, die er dann aber abgebrochen haben soll. Kurz nach dem Abbruch verübte die ETA einen Anschlag auf das Terminal 4 des internationalen Flughafens von Madrid, bei dem zwei Menschen ums Leben kamen.
Der als Logistikexperte geltende López Peña war Nachfolger von José Antonio Urrutikoetxea alias Josu Ternera (‚Josef das Kalb‘), der auf Druck der ca. 800 im Gefängnis einsitzenden ETA-Verurteilten einen unbefristeten Frieden mit dem baskischen Sozialisten Jesús Eguiguren verabredet hatte. Urrutikoetxea verlor daraufhin an Einfluss, seine Position bei den Verhandlungen nahm Peña ein. Nach der Flughafenexplosion und dem Bruch des Waffenstillstands erließ der prominente Untersuchungsrichter Baltasar Garzón einen Haftbefehl gegen López Peña. Als Nachfolger von López Peña als Leiter des militärischen Arms der ETA wird der 1974 geborene Mikel Garikoitz Aspiazu Rubina alias Txeroki und sein Stellvertreter Aitzol Iriondo alias Gurbitz genannt. Am 30. März 2013 starb López Peña an einem Schlaganfall.

## Belege
1. 1 2 3  www.tagesschau.de, Annekarin Lammers, 21. Mai 2008: Terrorchef der Eta verhaftet
2. 1 2 3 4 5  Spiegel Online-Ausgabe, Helene Zuber, 21. Mai 2008: Thierry im Netz der Terroristenjäger
3. ↑  Europapress, 30. März 2013: Fallece el etarra "Thierry" debido a un derrame cerebral

| Personendaten    | Personendaten                      |
| ---------------- | ---------------------------------- |
| NAME             | López Peña, Francisco Javier       |
| ALTERNATIVNAMEN  | López Peña, Javier; Thierry        |
| KURZBESCHREIBUNG | spanischer Terrorist, ETA-Mitglied |
| GEBURTSDATUM     | 30. Mai 1958                       |
| GEBURTSORT       | Galdakao, Biskaia                  |
| STERBEDATUM      | 30. März 2013                      |
| STERBEORT        | Paris                              |